# Guilherme V de Monferrato
Guilherme V de Monferrato ou Guilherme V, o Velho (em italiano:  Guglielmo IV del Monferrato ou Guglielmo V, il Vecchio, 1030 ca.- 1100) foi marquês de Monferrato de 1136 a 1191.
Era o único filho do marquês Rainério I (1075 – 1137) e de Gisele de Bolonha (1070 – 1133). Como a mãe havia sido antes mulher do conde Humberto II de Saboia, Guilherme era meio-irmão de Amadeu III e, como a irmã de Amadeu desposou o rei Luís VI da França, tornou-se cunhado do soberano francês.
Guilherme casou-se com Judite de Babenberg (1110/1120 – 1168), filha de Leopoldo III de Babenberg.

## Biografia

### Em direção à cruzada
De um ramo da casa dos Aleramici, que  cederam suas terras à comuna de Asti, a Guilherme apresentou-se a  ocasião de fazer-se valer no campo militar. Luís VII da França estava preparando a Segunda Cruzada, e um contingente de tropas destinadas a percorrer a Europa atravessando a Hungria foi confiado ao conde Amadeu III e a Guilherme V. Eles então seguiram Conrado III em direção a Constantinopla, chegando no final do verão de 1147. Manuel I Comneno, imperador do Oriente, os acolhe com grandes honras.
Participou da batalha para tomada de Damasco, mas o insucesso da expedição constringiu os cruzados a retirar-se de Salonica e tornar-se outra vez hóspedes do imperador Manuel: foi em tais circusntâncias que entre os dois soberanos criou-se uma forte amizade.

### Seguindo Frederico I
Guilherme era de facção gibelina, mas soube equilibrar-se entre os dois máximos poderes da época: embora excomungado pelo papa Alexandre III, permaneceu em boas relações com a Igreja.
EM 1149, a expedição oriental de Guilherme terminou ele retornou ao Piemonte. Foi fiel servidor do imperador Frederico Barbarossa, que continuava suas expedições contra as comunas rebeldes. Interessado em apossar-se da comuna de Asti, participou do assédio imposto por Barbarossa e foi mencionado também na batalha pela tomada de Tortosa.
Em setembro de 1158 estava entre aqueles que acolheram os reféns da comuna de Milão depois de sua primeira capitulação por obra de Frederico. Estava também em outras campanhas contra as comunas rebeldes, sempre seguindo o imperador. Pouco fez como administrador de suas terra, empenhado que estava em seguir Frederico barbarossa nas suas expedições na Itália.
O seu exército foi derrotado algumas vezes em seu próprio território, e em particular perto de Mombello Monferrato, pelas tropas comunais, em 19 de junho de 1172 foi obrigado a subscrever as condições impostas pelos vencedores, e em particular pela comuna de Asti.
Desejoso de vingança, seguiu ainda Frederico Barbarossa contra Alexandria, mas a sorte de Frederico estava destinada a terminar, e frente ao insucesso militar do imperador, Guilherme decide mudar de bandeira passando para o lado das comunas, aliando-se com Alexandria e apertando os laços com Manuel I Comneno, inimigo do imperador. Também por esse motivo, seu filho Rainério casou-se com a filha de Comneno, Maria, em 1179.
As relações com Frederico foram compreometidas pelas ações do filho Conrado, que chegou a aprosionar o chaceler imperial Cristiano de Magonza: o o imperador lhe perdou o gesto qando os Monferrato pareceram passar novamente a seu lado, mas doravante a confiança nutrida em seu relacionamento com o imperador estava comprometida, e Guilherme não foi citado na Paz de Constança.

### O fim de Guilherme
Ao saber do nascimento do neto Baulduíno, nascido da união entre Guilherme Espadalonga e a rainha Sibila de Jerusalém, Guilherme decidiu um segundo retorno à Terra Santa com a esperança de conhecer o neto que havia sido coroado em 1183 como "Rei de Jerusalém" com o nome de Balduíno V.
Guilherme V obteve um pequeno feudo na Galileia mas foi envolvido na sangrenta Batalha de Hatin: cpturado por Saladino, foi resgatado pelo filho Conrado somente depois da conquista de Tiro. Permaneceu em Tiro, onde morreu possivelmente em agosto de 1191.

## Casamento e descendência
De Judite de Babenberg, Guilherme teve:
- Guilherme Espadalonga (1140 circa – 1177), conde de Jafa e Ascalão, pai de Balduíno V de Jerusalém
- Conrado (1140 – 1192), sucessor de Guilherme V na titularidade da marca;
- Bonifácio (1150 – 1207), fundador do Reino de Salonica e sucessor do irmão Conrado, depois de sua morte, na titularidade da Marca;
- Beatriz (1155 c.) que se casou com o primo Henrique de Vasto dando origem à família Del Carretto; amada e cantada pelo trovador Raimbaut de Vaqueiras;
- Federico (†1180), que tornou-se bispo de Alba;
- Rainério (1162 – 1183), que casou-se com Maria Comnena (1152 – 1182), filha do Imperador bizantino Manuel I
- Agnese, casada com Guido Guerra III Guidi, conde de Modigliana[1] (ed il cui matrimonio venne successivamente annullato)
- Adelaide (†1232), que casou-se  Manfredo II de Saluzzo (1140 – 1215) e que com a morte do marido assumiu a regência da marca de Saluzzo em nome do filho Manfredo por oito anos;
- uma filha não identificada que desposou o marquês Alberto Malaspina.